# Llengües shasta

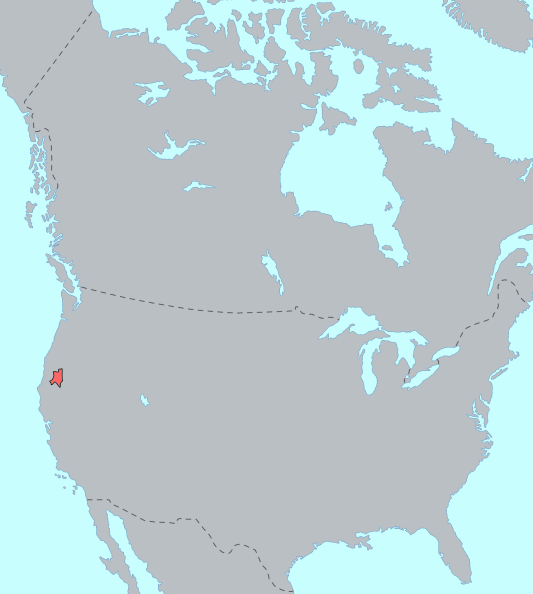
En vermell, lloc on es parlava el shasta

La llengües shasta eren una família ligüística d'amerindis de Califòrnia que estava formada per quatre llengües, parlades anteriorment al nord de Califòrnia i sud d'Oregon, Estats Units pels shasta.

## Classificació
Tota la família es troba actualment extingida. D'elles, el shasta va ser l'últim llengua parlada. En la dècada de 1980 encara tenia tres parlants ancians. Les llengües classificades com a shasta són quatre:
1. Konomihu (†)
2. Shasta New River (†)
3. Okwanuchu (†)
4. Shasta (o Shastika) (†)

Les llengües shasta s'han classificat sovint dins d'un hipotètic grupo hoka.

## Comparació lèxica
Els numerals venen donats per:
| GLOSA | Shasta         |
| ----- | -------------- |
| 1     | ʦʼamo          |
| 2     | xokʷa          |
| 3     | xaʦki          |
| 4     | irahaya        |
| 5     | eʔʦa           |
| 6     | ʦo-wateha      |
| 7     | xokʷa-wateha   |
| 8     | xaʦki-wateha   |
| 9     | irahaya-wateha |
| 10    | eʔʦe-hewi      |